# Černina
Černina é um município da Eslováquia, situado no distrito de Humenné, na região de Prešov. Tem 7,4 km² de área e sua população em 2018 foi estimada em 175 habitantes.

## Demografia
| Ano:        | 1994 | 2004    | 2014   | 2024    |
| ----------- | ---- | ------- | ------ | ------- |
| Broj ljudi: | 208  | 183     | 179    | 152     |
| Razlika:    |      | -12,01% | -2,18% | -15,08% |

| Ano:               | 2023 | 2024   |
| ------------------ | ---- | ------ |
| Número de pessoas: | 148  | 152    |
| Diferença:         |      | +2,70% |